# In Battle
In Battle ist eine Viking-/Death-Metal-Band aus Sundsvall, Schweden.

## Geschichte
Zu Anfang bestand die Band aus John Frölén an der Gitarre und am Bass, dem Sänger John Odhinn Sandin, Håkan Sjödin an der Gitarre und am Bass und Otto Wiklund als Schlagzeuger. Håkan Sjödin verließ die Band kurze Zeit später, um sich der Black-Metal-Band Setherial vollkommen zu widmen. Das erste Album In Battle wurde im Sunlight Studio in Stockholm aufgenommen und wurde bei Napalm Records im Jahre 1997 veröffentlicht. Das zweite Album The Rage of the Northmen wurde im März 1998 veröffentlicht. Es wurde im Ballerina Audio Studio in Umeå, Schweden aufgenommen. 1999 war Frölén das einzig verbliebene Mitglied. Im selben Jahr begann er mit dem Schreiben von neuem Material für ein drittes Album. Im Jahre 2002 begann er mit Sandin (dieses Mal jedoch am Schlagzeug) zu proben. Kurz darauf fragte er den Gitarristen Hasse Karlsson von Diabolical der Band beizutreten. 2003 ersetzte Nils Fjellström von Aeon den Schlagzeuger Sandin. Dieser besetzte wieder den Posten des Sängers und es entstand die EP Soul Metamorphosis, welche in Tore Stjernas Necromorbus Studios in Stockholm entstand. 2004 wurde schließlich das dritte Album Welcome to the Battlefield (welches in drei verschiedenen Studios aufgenommen wurde) von Cold Records und Metal Blade Records veröffentlicht. Das Album wurde von Erik Rutan (Morbid Angel, Hate Eternal) gemixt und gemastert. Rutan steuerte dem Album zudem auch ein Gitarrensolo bei. Im April 2005, nach der Veröffentlichung des Albums, trennte sich die Band von ihrem Label Cold Records. 2006 unterzeichnete In Battle einen Vertrag mit Nocturnal Art Productions, der Plattenfirma des Emperor-Gitarristen Samoth, und man begann mit der Arbeit am vierten Album Kingdom of Fear. Das Album wurde am 3. September 2007 veröffentlicht. Momentan arbeitet In Battle an ihrem fünften Studioalbum, welches voraussichtlich den Namen Flames & Death tragen wird.

## Stil
Charakteristisch für den Klang der Band sind die aus dem Black Metal und Viking Metal entstammenden Anleihen. Die Snare wird hierbei besonders stark betont, wobei die für den Death Metal charakteristischen Blastbeats eher selten vorkommen. In Battle wird mit Bands wie Hate Eternal, Behemoth, Myrkskog oder auch Vader verglichen. Inhaltlich befassen sich ihre Lieder hauptsächlich mit der nordischen Mythologie und dem Thema Krieg.

## Diskografie
- 1997: In Battle (LP)
- 1999: The Rage of the Northmen (LP)
- 2003: Soul Metamorphosis (EP)
- 2004: Welcome to the Battlefield (LP)
- 2007: Kingdom of Fear (LP)